# マリア (ブルガリアの歌手)
マリア（ブルガリア語:Мария、ラテン文字転写Maria、本名：マリア・パナヨトヴァ・アンドノヴァ（Мария Панайотова Андонова、ラテン文字転写Maria Panajotova Andonova）、1982年1月13日 - ）は、ブルガリア中南部スタラ・ザゴラ出身のポップ・フォーク歌手。

## アルバム
- Pǎrva Luna (First Moon) (2000)
- Spomen (記憶) (2002)
- Istinska (本物) (2003)
- 2004 (2004)
- Osǎdena Dusha (裁かれた魂) (2005)
- Edinstven (唯一) (2006)

## その他
- 2004年、ブルガリアのビール「Ariana」のCMに起用された。CMの内容はマリアが胸でビールの栓を開け、そして彼女がネックレスとしてつけている栓抜きが顕わになるというものである。このCMにちなんで彼女はマーラ・オトヴァラチカタ(Mara Otvarachkata - 栓抜きマリア) のニックネームがつけられた。